# Communauté de communes du Val de l'Eure
La communauté de communes du Val de l'Eure est une ancienne communauté de communes française, située dans le département d'Eure-et-Loir et la région Centre. L'ensemble de ses communes membres a intégré la communauté d'agglomération Chartres métropole le 1er janvier 2011.

## Composition
Elle était composée de deux communes du canton de Chartres-Nord-Est, une commune du canton de Chartres-Sud-Est, une commune du canton de Courville-sur-Eure, deux communes du canton d'Illiers-Combray, deux communes du canton de Lucé et une commune du canton de Mainvilliers :
1. Amilly
2. Bailleau-l'Évêque
3. Briconville
4. Cintray
5. Fontenay-sur-Eure
6. Fresnay-le-Gilmert
7. Meslay-le-Grenet
8. Nogent-sur-Eure
9. Saint-Georges-sur-Eure

## Compétences
- Aménagement de l'espace
  - Constitution de réserves foncières
  - Création et réalisation de zone d'aménagement concerté (ZAC)
  - Organisation des transports urbains
  - Schéma de cohérence territoriale (SCOT)
- Développement et aménagement économique
  - Création, aménagement, entretien et gestion de zone d'activités industrielle, commerciale, tertiaire, artisanale ou touristique
- Développement et aménagement social et culturel
  - Construction ou aménagement, entretien, gestion d'équipements sportifs : Dojo départemental et Centre Équestre Régional

- Environnement
  - Eau Potable (production, distribution)
  - Assainissements collectif et non collectif
  - Collecte et traitement des déchets des ménages et déchets assimilés
  - Protection et mise en valeur de la Vallée de l'Eure
- Services à la population
  - Nouvelles technologies de l'information et de la communication - TIC (Internet, câble...)
  - Accueils de loisirs en temps extrascolaire
  - Relais d'Assistantes Maternelles

## Historique
- 1er janvier 2011 : fusion avec la communauté d'agglomération Chartres métropole.
- 29 novembre 2006 : transfert du siège de la communauté de communes
- 17 octobre 2003 : adhésion de communes
- 4 mars 2002 : transfert du siège de la communauté de communes
- 5 octobre 2001 : adhésion de communes
- 2 avril 2001 : élection d'Hubert Crochet à la présidence de la communauté de communes
- 12 octobre 1998 : élection de Claude Lormeau à la présidence de la communauté de communes
- 28 novembre 1996 : élection de Gérard Cornu à la présidence de la communauté de communes
- 19 novembre 1996 : création de la communauté de communes

## Identification
Identification SIREN 242800274 

## Sources
- Le splaf - (Site sur la Population et les Limites Administratives de la France)
- La base aspic d'Eure-et-Loir - (Accès des Services Publics aux Informations sur les Collectivités)